# Resi Flierl
Resi Flierl, właśc. Resi Flierl-Betzer (ur. 13 sierpnia 1913 w Łodzi, zm. 12 czerwca 1985 w Berlinie) – niemiecka pisarka, tłumaczka i scenarzystka.

## Życiorys
Od 1919 r. wychowywała się w Berlinie, następnie uczęszczała do szkoły dziennikarskiej i jako pisarka współpracowała m.in. z Axelem Eggebrechtem. Od 1945 r. publikowała w prasie. W 1950 r. przeniosła się z Berlina Zachodniego do Berlina Wschodniego. Początkowo pracowała jako niezależna dziennikarka w Berlinie-Niederschönhausen. Dokonywała tłumaczeń z języka polskiego i węgierskiego na język niemiecki. Jest autorką literatury młodzieżowej, beletrystyki i poezji.
Na podstawie jej książki Mein Mann Maximilian powstał film Ein Mann wie Maximilian (1944).
Jej mężem był tłumacz, Eugen Betzer

## Publikacje
- Lass Dir’s gut gehen, Viki. Ein Roman (powieść), 1938;
- Gröll’s bunte Sippe. Ein heiterer Roman (powieść), 1938;
- Nie endet der Traum (powieść) 1939;
- Mein Mann Maximilian (powieść) 1943;
- Mein Bruder Alexander (powieść) 1944;
- Das verliebte Ehepaar (powieść) 1944;
- Das Leben erwacht (nowela) 1948[1];
- Rund um die Ostsee (reportaż) 1955[4];
- Deutsche Städte, deutsche Landschaft (monografia Emila Stumppa(inne języki)) 1959;
- Dörte (pol. Dorka, literatura dziecięca) 1967;
- Die Freundin (literatura młodzieżowa) 1971;
- Verneige dich, Judoka (literatura dziecięca) 1976[1].

## Tłumaczenia
- Magda Aranyossi(inne języki), Fünf Fräulein in einem Herrenhaus, 1949;
- Igor Newerly, Archipel der wiedergewonnenen Menschen, 1951;
- Wanda Wasilewska, Boden im Joch, 1951;
- Kálmán Mikszáth, Seltsame Ehe, 1951;
- Tibor Déry, Die Antwort der Kinder, 1952;
- Kálmán Mikszáth, Die Hochzeit des Herrn von Noszty, 1953;
- Igor Newerly, Eines Menschen Weg, 1953;
- Julian Stryjkowski, Der Lauf nach Fragalla, 1953;
- Zsuzsa Thury(inne języki), Unter einem Dach, 1954[1]